# Siegmund Báthory
Siegmund Báthory på ungarsk Báthory Zsigmond (født 20. marts 1572, død 27. marts 1613) var flere gange fyrste af Transsylvanien.
Siegmund var en medlem af Báthoryslægten. Hans far, Christopher, og onkel, Stefan Báthory, var begge fyrster af Transsylvanien. Siegmund kom til tronen som mindreårig i 1581, men trak sig tilbage flere gange:
- I juli 1594 til fordel af sin fætter Boldizsár Báthory, som bliver afsat og myrdet i august 1594;
- I marts 1598 til fordel af den tysk-romersk kejser Rudolf 2., som til gengæld gjorde ham hertog af Opole. Men Siegmund genvinder tronen i august af samme år;
- I marts 1599 til fordel af kardinal Andreas Báthory, Boldizsárs bror, som dør i kamp med Michael den Tapre i december 1599;

Siegmund genvinder tronen i marts 1601. Efter et nederlag fra Michael den Tapre trækker Siegmund sig tilbage for sidste gang i juni 1602, til fordel af Rudolf 2. Han går i eksil og dør i Prag.